# Aggeneys
 (juin 2021).
Si vous disposez d'ouvrages ou d'articles de référence ou si vous connaissez des sites web de qualité traitant du thème abordé ici, merci de compléter l'article en donnant les références utiles à sa vérifiabilité et en les liant à la section « Notes et références ».
Aggeneys est une ville d'Afrique du Sud au Cap-Nord située entre Pofadder et Springbok.